# Храмови Зеленчука
Храмови Зеленчука или храмови Доњег Архиза су три средњовековне хришћанске цркве: северна, средња и јужна, данас у саставу Руске православне цркве, подигнуте у  периоду од 9. до 10. века, на територији античког насеља Краљевина Аланија која је била средњовековна аланска држава на Кавказу, која је настала у 8–9. веку и постојала је до монголске инвазије у 13. веку.

## Положај и пространство
Храмови Зеленчука смештене су у клисури реке Бољшој Зеленчук на територији насеља Доњи Архиз  - вероватно града Маса, главног град древне Краљевине Аланије (држава Алан) - сада у насељу Нижњи Архиз  у Карачај - Черкезији окружени остацима његових некадашњих стамбених четврти.
На само два километра од Букова налази се археолошки музеј-резерват. Ово древно насеље је рушевина града Магаса. Научници сугеришу да се управо овде налазио главни град и центар патријаршије древне Аланије.
Насеље се простире на четири и по километра, јасно се издвајају три улице, већи број саобраћајница, остаци камених зидова, рушевине храмова, стамбених зграда, господарских зграда, гробља, па чак и прехришћанских светилишта. У центру насеља пронађена је зграда са пет соба. Први од њих је био ковачница. Унутра је била ковачница, ово је први такав налаз познат на територији средњовековне Аланије. Из птичје перспективе у Нижњем Архизу отвара се идеалан круг, његов унутрашњи пречник је 88 м, ширина зидова је до 2 метра. Од обрађеног камења круг је пресавијен у правилан октаедар. Студије су довеле до закључка да је цела ова структура астрономски објекат, соларни календар, нека врста опсерваторије из периода од 11. до 12 века.
На територији античког насеља сачуване су три средњовековне хришћанске цркве:
- северна, храм Северни Зеленчук,
- средња, храм Средњи Зеленчук,
- јужна, храм Јужни Зеленчук [3]

Поред три монументалне крстокуполне цркве на територији насеља Нижње -Архиз, истраживачи су пронашли остатке неколико малих једноапсидних и једнобродних цркава и капела. Највећи број њих налази се на подручју храма Северни Зеленчук, где је до данас откривено и ископано седам оваквих цркава. Толики број њих, као и чињеница да се три налазе на врховима планинских литица уз насеље, омогућава нам да претпоставимо да су били део манастира који је овде постојао у антици , јер, као је познато, највећи византијски манастири су се налазили на планинама - Атос , Олимп и Синај. На територији најстаријег града пронађене су још три такве једнобродне цркве, очигледно кућне цркве које су биле део богатих поседа. До данас је на територији насеља познато једанаест оваквих цркава. Д. М. Струков , који је проучавао ова места 1888. године, у својим скицама оставио је планове за темеље још три слична објекта,  не поистовећене са већ проучаваним, што омогућава археолозима да се надају новим открићима на овим просторима.

## Историја
Познато је да је хришћанство у Русију дошло са југа, из Византије. У почетку су крштене Јерменија Грузија и Абхазија, одакле су византијски мисионари продрли на Кавкаски ланац и већ у 7. веку почиње процес постепене христијанизације Аланије, о чему сведоче писани извори из друге половине 7. века. Њеним завршетком се може сматрати 916. година, када је под цариградским патријархом Николом Мистиком, у највећем верском центру Аланије - насељу Доњи Архиз, дошло до масовног крштења највећег дела становништва Западне Аланије.
Аланија је прихватила хришћанство под утицајем краља Абхазије (који је био савезник Византије на северозападном Кавказу). Тао су за време овог „заиста христољубивог“ владара Алана, Григорија, у Аланији почели да се граде храмови у византијском стилу.
У карачајском народном календару (називи месеци и дана у недељи) сачувана су имена хришћанских светаца: Свете Марија, Светог Андреја, Свете Теодоре, Светог Василија, Светог. Николе, Светог Ђорђа, Светог Илије, Светог Апостола.
Алано-хришћанско наслеђе сачувано је и у фолклору, у ритуалном и култном животу Карачајеваца.

## Храм Северни Зеленчук
Први храм насеља Доњи Архиз био је величанствени и монументални Северни храм - највећа хришћанска црква у Алањи. Основана као катедрална црква Аланске епархије, она је била центар њеног духовног и културног живота у периоду од 10. до 13. века.
По својој архитектонској композицији, храм Северни Зеленчук је у облику уписаног крста, у чијем се средишту  се уздиже купола. Полукружне апсиде катедрале, у којој се налази олтар, оријентисана  је ка истоку, што одговара најстаријим канонима, према којима је наређено да се хришћански храм изгради ...као брод, дугуљасто распоређен, окренут према истоку, са тремовима  према истоку“.
Архитекта који је изградио ову катедралу узео је страну куполастог трга као почетни модул за конструисање његовог архитектонског облика. Истовремено, дужина храма без припрате (21 метар) једнака је његовој висини и двострукој ширини. Пропорционалност архитектонских облика сугерише да је храм саградио висококвалификовани архитекта византијске школе. Са севера, југа и запада храм има велике отворене тремове са улазима изнутра, а овенчан је бубњем са куполом на четири бока. Зидови се састоје од две шкољке, грађене од тесаних блокова локалног камена пешчара са испуном од шљунка између њих.
- Храм Северни Зеленчук

Током ископавања унутар катедрале, у припрати, археолог В. А. Кузњецов открио је крштење направљено од равних камених плоча. У овом фонту се одвијао један од главних сакрамената хришћанства - обред крштења.
У овом храму Алани су почетком 10. века примили хришћанство отворајући њихову новију историју.
Зидови храма у унутрашњости били су прекривени раскошним фрескама, које, нису сачуване до данас, изузев орнамента на деловима олтарских прозора. Крајем 19. века неке од фресака скицирао је крајем 19. века Д. М. Струков, чији цртежи се чувају у архиви Института за материјалну културу Руске академије наука. Ови цртежи показују да је катедралу осликао високопрофесионалан византијски уметник, пошто Алани у то време нису имали своје мајсторе овог нивоа.
Дуж свих зидова храма током рестаурације сачувани су фрагменти античког малтера, али без слоја боје. Могуће је да у малтеру има остатака фрескодекорације, али су вероватно прекривени ефлоресценцијом и не виде се одоздо.
Према верзији В. А. Кузњецова, храм који је био посвећен Светом Николају Чудотворцу,  највероватније је на овој локацји саграђен први пут 914-916. (подаци из 2002. године).
У храму су се налазили: једина древна крсна црква на Северном Кавказу, олтар и три гроба код јужног зида.
- Део фрскодекорације храма Северни Зеленчук, на скицама Д. М. Струкова

## Храм Средњи Зеленчук
Храм који је датиран у прву четвртину 10. века, изграђен је од плоча локалног пешчара са испуном од кречног малтера. Пуна висина храма одговара његовој дужини, а висина прозорских отвора једнака је полупречнику куполе.
У другој половини 19. века на територији насеља Нижње-Архиз основан је православни мушки манастир Александра Невског.
Године 1897. монаси су обновили Средњи храм, освештали га у част Свете Тројице и у њему редовно одржавали богослужења.
Према А. А. Демакову и И. Л. Чумаку, овај храм је основан на празник Преображење Господње и посвећен је Христу Спаситељу (подаци из 1988. године).
Димензије храма су 21,5 х 13,25 метара, висина од пода до пете куполе је 15 метара, што скоро одговара величини северне цркве без припрате. Студије К. Н. Афанасјева откриле су строгу пропорционалност његових пропорција: висина до пете куполе једнака је дужини храма без апсида, висина куполе једнака је дужини дијагонале половине квадрата, са страницом која је једнака његовом пречнику, висина прозора бубња једнака је полупречнику куполе, основа бубња почива на висини која је једнака дужини храма без апсиде и „олтарског наоса“ , пете ободних лукова су на висини једнакој растојању од центра храма до његове источне стране и друге.
У горњем делу северног зида, на висини од 4,5 метара, налази се отвор чија је величина већа од величине прозора и одговара величини улазних отвора храма. В. А. Кузњецов је сугерисао да би то могао бити улаз у неочуване дрвене певнице храма, чије се дрвено степениште налазило са спољне стране зграде, али му је било тешко утврдити да ли је древно или су га направили монаси на крају 20. год. 19. века. Зидање зидова од камених блокова, „боцка и кашика“ , веома је карактеристично и одговара средњовековним византијским стандардима. Опека је коришћена само за израду ободних лукова, лукова конха и, делимично, лучних завршетака прозорских и вратних отвора. лунетеизнад улаза су од тесаног камена. Неки елементи архитектуре храма навели су В. А. Кузњецова да сугерише да је првобитно замишљен као без апсиде, у облику „чистог“ крста, али је већ у процесу изградње првобитни план промењен, а храм је саграђен са три апсиде .
Неки подаци о изгубљеним фрескама храма могу се добити из материјала Д. М. Струкова , као и из мале брошуре коју су објавили монаси манастира Зеленчук 1897. године. Према подацима монаха, на северном и јужном зиду налазиле су се слике два коња у галопу у црвеним седлама , од фигура коњаника, идентификованих са Георгијем Победоносцем и Дмитријем Солунским , сачуване су само ноге. На јужном зиду били су приказани ликови двојице младих ратника обучени у богато украшену одећу и држећи у рукама, поново украшене, штитове. У северном делу средње апсиде налазила се слика жене са ореолом , поистовећена са Светом Варваром ., а у северном делу исте апсиде налази се мушки лик у тамној мантији и монашки клобук без ореола. У Струкововој збирци скица налази се још неколико светитеља приказаних на зидовима Средње цркве са ореолима и рукама подигнутим за благослов.
- Фреске из храма Средњи Зеленчук на акварелима Д. М. Струкова (1888).
- Слике "Светих ратника".
- Свети Константн Велики
- Фрескодекорација
- Фрескодекорација на своду северне греде испод главе.

- Фотографије и скице фресака које су израдили монаси манастира Зеленчук
- Ридер
- Ридер
- Света Варвара.
- Фреска.
- Фреска.

## Храм Јужни Зеленчук
Према верзији А. А. Демакова и И. Л. Чумака, овај храм је био посвећен светом пророку Илији.  Године 1991.  храм је освећен у име пророка Илије и тренутно је активна православна црква.
Храм Јужни Зеленчук налази се у центру насеља Нижње-Архиз, окружен остацима његових стамбених четврти и, по свему судећи, служио је за верске потребе градског становништва или неког његовог дела, вероватно феудалног племства. Као и претходна два храма, и ова црква је троапсидна четворостубна крстокуполна грађевина грађена од тесаних блокова пешчара на кречном малтеру. Димензије храма су 8,5 х 7,75 метара .
Посебност овог храма је у томе што је његов куполасти квадрат асиметричан и оштро проширен у дужину (1,8 к 2,7 метара). Сходно томе, његов ниски бубањ , прорезан са четири прозора, има елиптични , а не цилиндрични облик.облик. Према В. А. Кузњецову, таква конструкција зграде говори о погрешним прорачунима градитеља у односу укупних димензија зграде и њених појединачних пропорција, што може указивати на извесну теоријску неспремност и неискуство архитекте, који је покушао да комбинује византијско за њега нови архитектонски канони са локалним техникама. Томе у прилог говори и грубља техника зидања, рађена у складу са локалним традицијама. На основу тога сматра се да је овај храм подигнут касније од друга два храма Зеленчука, а датира из друге половине 10. века  .
Северни и средњи брод цркве су исте ширине, јужни је знатно ужи. Ободни лукови избачени са западног пара стубова ослањају се на пиластре који вире из зида , док су лукови источних ( олтарских ) стубова повезани са зидом преко истурених масивних импост плоча . Апсиде храма су полукружне и мале величине. Њихова средина благо вири у односу на бочне за 25-30 центиметара и благо се уздиже изнад њих. Систем таваница је првобитно био сличан оном у северној и средњој цркви: забатни и шупави кровови од танких блокова пешчара са истуреним надстрешницама за одвод воде.
Крајем 19. века храм је у великој мери страдао од „рестаурације“ коју су извршили монаси манастира Зеленчукски, који су га значајно обновили „у руском стилу“. Првобитни камени кров замењен је гвозденим, бубањ је обложен даскама и прекривен гвозденом куполом од лука са крстом. Уместо прозора на северном и јужном зиду зграде, уређена су улазна врата, западни улаз је значајно преуређен и претворен у портал , повезан покривеном галеријом са трпезаријом манастира. Зидови су поново малтерисани и грубо окречени. Нису сачувани подаци о древним фрескама које су овде можда постојале  . Црква је била посвећенаСветог кнеза Александра Невског и био је зимски храм манастира, грејан подземним пећима, из којих је топлота долазила кроз посебан ваздушни канал. Уз њу је подигнута мала капела и звоник  .
Савремена проучавања тачног азимута главне осе цркве и њеног везивања за датуме јулијанског календара , сугеришу да је храм основан на Иљинов дан и да је највероватније био посвећен овом светитељу. Имајући ово у виду, током последњег освећења цркве, које је обављено 1991. године, сачувано је њено древно име - "Иљинскаја". У овом тренутку, Иљинска црква у Нижњем Архизу је најстарија активна хришћанска црква у Русији .
- Храм Јужни Зеленчуг из различитих раздобња
- 1882
- 1891
- 1895.